# Primula garhwalica
Primula garhwalica är en viveväxtart som först beskrevs av Balodi och Singh, och fick sitt nu gällande namn av K.K. Khanna och Anand Kumar. Primula garhwalica ingår i släktet vivor, och familjen viveväxter. Inga underarter finns listade i Catalogue of Life.